# Дашково (Тверская область)
Дашково — деревня в центральной части Торопецкого района Тверской области. Входит в состав Подгородненского сельского поселения.

## История
На топографической карте Фёдора Шуберта, изданной в 1871 году обозначено сельцо Дашково.
На карте РККА 1923—1941 годов обозначена деревня Дашково. Имела 5 дворов.

## География
Деревня расположена в 5 км (по автодороге — 6 км) к северу от районного центра Торопец.

## Климат
Деревня, как и весь район, относится к умеренному поясу северного полушария и находится в области переходного климата от океанического к материковому. Лето с температурным режимом +15…+20 °С (днём +20…+25 °С), зима умеренно-морозная −10…−15 °С; при вторжении арктических воздушных масс до −30…-40 °С.
Среднегодовая скорость ветра 3,5—4,2 метра в секунду.

## Население
| 2010 |
| ---- |
| 22   |